# Rafał Stradomski
Rafał Stradomski (ur. 13 października 1958 w Warszawie) – polski kompozytor, pianista i pisarz.

## Życiorys
Ukończył kompozycję pod kierunkiem prof. Tadeusza Paciorkiewicza oraz wydział instrumentalny (obój) w warszawskiej Akademii Muzycznej. W latach 1992-1993 był stypendystą rządu francuskiego; studiował kompozycję École normale de musique de Paris.
W 1986 r. otrzymał dwie nagrody: na Konkursie Młodych Kompozytorów ZKP za Kwintet dęty i na Konkursie im. G. Fitelberga za A tre na wielką orkiestrę symfoniczną. W 1988 r. jego utwór 555 znalazł się, jako jeden z sześciu, w finale I Międzynarodowego Konkursu na Kwintet saksofonowy w Paryżu.
W latach 1984-2001 organizował koncerty Warszawskiego Towarzystwa Muzycznego. W 1992 r. założył wydawnictwo Felix Victor.
Mąż Wandy oraz ojciec dwóch synów Feliksa i Bolesława. Jest stryjecznym wnukiem Józefa Turczyńskiego - znanego polskiego pianisty i współredaktora wydania narodowego Dzieł Wszystkich Fryderyka Chopina.

## Twórczość

### kompozytorska
W swych utworach poszukuje nowych rozwiązań raczej w sferze konstrukcji niż w wynajdywaniu nowych efektów brzmieniowych; korzysta zarówno ze zdobyczy serializmu jak i techniki dodekafonicznej, nie traktowanej jednak rygorystycznie; wykorzystuje elementy jazzu i możliwości aleatoryzmu; stosuje także różne, wymyślone przez siebie (często na użytek jednego tylko utworu) techniki kompozytorskie; niektóre jego utwory brzmią tonalnie, choć tonalne nie są inne (Scherzo na fortepian, piosenki, Rondo na harfę) noszą znamiona systemu dur-moll.

### literacka
W 1995 zadebiutował również jako pisarz. Jest autorem sześciu książek: Widok z pokoju bez okien (2000), Życie seksualne Muminków, czyli ucieczka ze świata bajki (1995), Ruski sikor albo wieczna miłość, Wszystkie dziewczyny prezydenta, Powrót prezydenta, Tajemnica prezydenta oraz czterech sztuk teatralnych: Trawnik, Syn chrzestny, Przygłup i Kontrafagocista.

## Ważniejsze kompozycje
- Trio stroikowe (1981)
- Kwartet smyczkowy (1982-83)
- MCXIII na saksofon (1983)
- Trzy dość rytmiczne utwory na fortepian (1983)
- Preludium, fuga i improwizacja na flet solo (1984)
- Fuga na fortepian (1984)
- Koncert klarnetowy (1984-85)
- Temat na fortepian (1985)
- Sonata na klarnet i fortepian (1985)
- Kwintet dęty (1986)
- A tre na wielką orkiestrę symfoniczną (1986)
- Ricercar na zespół fletów prostych (1986)
- Ballada o samotnej pompie na sopran, obój i fortepian (1986)
- Sonata na saksofon altowy i fortepian (1986-87)
- Introdukcja i fuga na orkiestrę kameralną (1987)
- Dla R. na saksofon tenorowy i fortepian (1987)
- Canzona I na cztery krumhorny lub inne instrumenty dęte (1987)
- Canzona II na cztery krumhorny lub inne instrumenty dęte (1987)
- 6-8-7 na wielką orkiestrę symfoniczną (1987-88)
- 555 na zespół saksofonów (1988)
- Per Gato na saksofon altowy lub tenorowy i fortepian (1988)
- Trio na obój, saksofon altowy i wiolonczelę (1989)
- Passacaglia na flet i fortepian (1989)
- Preludium na fortepian (1989)
- Koncert na saksofon altowy i orkiestrę (1989-90)
- Trzy preludia na fortepian (1990)
- Sonatina na saksofon lub fagot albo obój solo (1990)
- Dwanaście czarno-białych utworów symetrycznych na fortepian (1991)
- Chaconne (według Haendla) na instrumenty dęte blaszane i kotły (1992)
- Sonata na wiolonczelę i fortepian (1992)
- Trzy charakterystyczne utwory na saksofon lub obój solo (1993)
- La Folia na fortepian (1993)
- Scherzo na fortepian (1993)
- Capriccio na skrzypce solo (1993)
- Cztery miniatury na fortepian (1993-94)
- Cztery piosenki na głos i fortepian (1994)
- Rondo na harfę (1994)
- Trzy posępne utwory na klarnet i fortepian (1995)
- Sonata na saksofon altowy i fortepian nr 2 (1995)
- Wariacje na temat Telemanna na klawesyn lub fortepian (1995)
- B-A-C-H. Studium kwint i oktaw równoległych na fortepian (1996)
- Missa Latina na jednogłosowy chór głosów męskich dedykowana Janowi Pawłowi II (1997)
- Fantazja na gitarę (1997)
- Małe preludium na fortepian (1997)
- Wariacje na temat Purcella na saksofon sopranowy i fortepian (1997)
- Koncert na fortepian, kwartet saksofonowy i smyczki (1998)
- Trzy pieśni miłosne do słów własnych (1998)
- Kwartet smyczkowy d-moll nr 2 (1999)
- Agnus Dei na głos i organy lub kwartet smyczkowy albo zespół fletów prostych (1999)
- Czarna rozpacz na wiolonczelę lub altówkę i fortepian (2000)
- Largo - Wariacje na temat na temat Chopina na fortepian (2000)
- Missa Latina II na chór mieszany (2001)
- Ballada o prokuratorze na głos żeński i fortepian do słów własnych (2002)
- Elegia na fagot i fortepian (2002)
- Notturno – wariacje na temat Chopina (2004)
- Gloria (Janowi Pawłowi II) na chór mieszany a cappella (2004)
- Rapsodia Symfoniczna Ukraina (2004-2005)
- Credo na chór mieszany, pamięci Jana Pawła II (2006)
- Cztery małe wariacje na fortepian (2006)
- Marsz notariuszy na fortepian (2007)
- Letnie popołudnie na fortepian (2007)
- Mazowsze, 5 utworów na fortepian (2008)
- Wariacje na temat Beethovena na fortepian (2008)
- Rapsodia bułgarska na wielką orkiestrę symfoniczną (2008)
- Korea, 3 utwory na fortepian (2008)
- Wariacje na temat Paganiniego na tubę albo kontrafagot solo (2008);
- Pezzo un po triste na fortepian (2008).